# Adriaen Brouwer
Pour les articles homonymes, voir Brouwer.
Adriaen Brouwer (Audenarde (?), 1605 ou 1606 - enterré à Anvers, le 1er février 1638) est un peintre et dessinateur des Pays-Bas méridionaux spécialisé dans les scènes de genre.

## Biographie
On possède peu de sources fiables concernant la vie d’Adrian Brouwer. Le fait qu’il soit sans doute né en Flandre peut à peine se déduire de lignes qu'écrivit à son sujet un certain Isaac Bullaert, qui fait néanmoins état du décès de l’artiste à l’âge de 32 ans. Au sujet de son enfance et de sa jeunesse, l’état actuel des connaissances ne permet pas de dire grand chose. On suppose que Brouwer a quitté le sud des Pays-Bas d’alors pour le nord en 1621 et, à partir de 1626, des documents attestent de sa présence à Amsterdam – dans un acte daté du 23 juillet 1625, et qui porte la signature de Brouwer comme témoin du peintre Barend van Someren (en) et d’Adriaen Van Nieuwlandt au sujet d’un commerce de peintures – et à Haarlem – il y est cité comme « amateur » (beminnaer) de la chambre de rhétorique Liefde boven Al (i.e. « Amour par-dessus tout »), et c'est là que, selon certaines sources, il aurait été, aux environs de 1628, l'élève de Frans Hals, ce qui n’est cependant étayé par aucune preuve – ; par la suite, on le retrouve de nouveau à Amsterdam, où il travaille pour Van Someren. Ainsi, Brouwer aurait été actif en Hollande depuis au moins cinq ans, vraisemblablement même dix, avant de revenir dans les Pays-Bas du Sud.
En 1631, Brouwer revint donc à Anvers, où l’on conserve, à cette date, la trace de son inscription dans la guilde de Saint-Luc locale. Durant la période comprise entre son retour et son décès, il passa un certain temps en prison, pour des raisons qui demeurent obscures. Selon Arnold Houbraken, les Espagnols l’incarcérèrent parce qu’ils le suspectaient d’espionnage (il aurait alors reçu la caution de Rubens avant d’être délivré) ; cependant, d’autres sources affirment que ce sont ses lourdes dettes qui l’auraient conduit à cette situation. De son vivant, en effet, ses tableaux semblent ne pas s'être très bien vendus, car il serait devenu pauvre à un point tel qu’en 1632, ses créanciers lui auraient fait saisir son mobilier ; peut-être aussi que son mode de vie aurait contribué à ce revers de fortune. Il jouissait de la sympathie de ses collègues anversois qui rachetèrent sa liberté, peut-être en acquérant certains de ses tableaux. Des peintres et collectionneurs comme Rubens et Rembrandt possédaient plusieurs de ses tableaux.
À partir de 1634, il aurait vécu chez le graveur Paulus Pontius à Anvers. Il est mort quatre ans plus tard, en 1638. Selon Arnold Houbraken (qui, soit dit en passant, cite 1640 comme étant l'année de ce tragique événement), Brouwer serait mort de la peste et son corps aurait d'abord été jeté dans une fosse commune. Un élève de Rubens serait allé prévenir ce dernier qui, éploré et scandalisé, aurait aussitôt donné des instructions pour qu'une sépulture décente soit donnée à Brouwer et qu'il repose dans l’église des Carmes à Anvers. Quel que soit le crédit qu'on puisse apporter à ce récit, Brouwer fut inhumé (une seconde fois ?) le 1er février 1638.

## Style pictural
Reprenant des sujets chers à Pieter Brueghel l'Ancien (vie paysanne), qu'il traite dans le style influencé par Frans Hals, et Pierre-Paul Rubens par l’intensité lumineuse et la transparence de ses couleurs, Brouwer excella dans les scènes de genre. Il peignit exclusivement des scènes de la vie paysanne et de tavernes – danses paysannes, joueurs de cartes, fumeurs, buveurs et bagarres –, caractérisés par une grande vivacité des caractères et par un sens de l’observation remarquable.
Il exerça une influence significative non seulement sur Josse van Craesbeeck, que Brouwer aurait connu en prison et formé, mais également sur David Rijckaert, David Teniers le Jeune et les Hollandais Adriaen Van Ostade, Cornelis et Herman Saftleven. Rubens estimait hautement ses peintures au point d’en acheter un certain nombre pour sa collection d’œuvres d’art.
Plusieurs dizaines de tableaux ainsi que plusieurs dessins sont à l'heure actuelle attribués à Adriaen Brouwer. Ces attributions sont la plupart du temps incertaines, étant donné que l'artiste ne signait et ne datait qu'extrêmement rarement ses œuvres – elles portent éventuellement ses initiales : un monogramme (qui ne constitue pas pour autant une garantie d'authenticité) –, et que bon nombre d'artistes de cette époque ou des suivantes ont donné dans le même genre. Ces attributions font parfois l'objet de révision.

## Œuvres
| Titre                                                                          | Technique                 | Remarques                                                          | Format                               | Date            | Collection                                                                         | N° d'inventaire           | Image |
| ------------------------------------------------------------------------------ | ------------------------- | ------------------------------------------------------------------ | ------------------------------------ | --------------- | ---------------------------------------------------------------------------------- | ------------------------- | ----- |
| À la taverne                                                                   | huile sur panneau         |                                                                    | 36 × 27                              |                 | Alte Pinakothek, Munich                                                            |                           |       |
| L’Abattement                                                                   | huile sur panneau         |                                                                    | 34 × 37                              | 1630-1638       | Staatliches Museen, Schwerin                                                       |                           |       |
| L’Arracheur de dents                                                           | huile sur panneau         | doute sur l’attrib.                                                | 36 × 28                              |                 | Musée Flaubert et d'histoire de la médecine, Rouen                                 | 997.2.402 OA              |       |
| Barbier de village opérant le pied d’un paysan ou L'Opération                  | huile sur panneau         |                                                                    | 31,4 × 39,6                          | 1631 (ca.)      | Alte Pinakothek, Munich                                                            | 561                       |       |
| Le Buveur                                                                      | huile sur panneau         | d'après A.B., monogramme considéré comme faux                      | 19,3 × 15,3                          |                 | Rijksmuseum, Amsterdam                                                             | SK-A-3291                 |       |
| Buveurs                                                                        | huile sur panneau (chêne) | monogramme                                                         | 24,3 × 20,1                          |                 | Musée des beaux-arts, Caen                                                         | M 147                     |       |
| Buveurs attablés                                                               | chêne                     | signé                                                              | 25,5 × 21                            |                 | Musées royaux des beaux-arts de Belgique, Bruxelles                                |                           |       |
| Charlatan de village                                                           |                           |                                                                    |                                      | 1625 (ca.)      | Musée de l'Ermitage, Saint-Pétersbourg                                             |                           |       |
| Le Condamné                                                                    | panneau                   |                                                                    | 17 × 14                              |                 | Musée du Prado, Madrid                                                             |                           |       |
| La Conversation                                                                |                           |                                                                    |                                      |                 | ?                                                                                  |                           |       |
| Dans la taverne ou Groupe de paysans avec un joueur de viole dans un intérieur | huile sur panneau         |                                                                    | 25 × 33,5                            |                 | Musée de l'Ermitage, Saint-Pétersbourg                                             | 643                       |       |
| Deux Paysans                                                                   | huile sur panneau         |                                                                    | 22 × 18                              |                 | Ashmolean Museum, Oxford                                                           | A966                      |       |
| Devoirs paternels désagréables ou Le sens olfactif                             |                           |                                                                    |                                      | 1631 (ca.)      | Gemäldegalerie, Dresde                                                             |                           |       |
| "École Flamande"                                                               | huile sur toile           |                                                                    |                                      |                 |                                                                                    |                           |       |
| Femme préparant des crêpes                                                     | huile sur panneau         |                                                                    | 29 × 36,5                            |                 | Kunstmuseum, Bâle                                                                  | 909                       |       |
| Ferme au clair de lune                                                         | huile sur panneau         | attribué à A.B.                                                    | 25 × 18,5                            |                 | Musée Boymans-van Beuningen, Rotterdam                                             | 2486                      |       |
| Fête paysanne arrosée                                                          | huile sur panneau         |                                                                    | 19,5 × 26,5                          |                 | Mauritshuis, La Haye                                                               | 847                       |       |
| Le Flûtiste                                                                    | cuivre                    |                                                                    | 16,5 × 13                            |                 | Musées royaux des beaux-arts de Belgique, Bruxelles                                |                           |       |
| Le Fumeur                                                                      | huile sur panneau         |                                                                    | 30,5 × 21,5                          |                 | Mauritshuis, La Haye (précédem. Rijksmuseum, Amsterdam)                            | 962 (SK-A-4040)           |       |
| Les Fumeurs                                                                    | huile sur panneau         |                                                                    | 46,4 × 36,8                          |                 | Metropolitan Museum of Art, New York                                               |                           |       |
| Les Fumeurs ou Les Paysans de Moerdijk                                         | huile sur panneau         |                                                                    |                                      | 1627-1630       | Coll. privée                                                                       |                           |       |
| Gorgée amère                                                                   | huile sur panneau         |                                                                    | 47 × 35                              | 1630-1638 (ca.) | Städelsches Kunstinstitut, Francfort                                               |                           |       |
| Groupe de buveurs                                                              | huile sur panneau         | attribué à A.B.                                                    | 37 × 31,55 (avec cadre)              | 1628-1638       | Musée des Ursulines (Mâcon), Mâcon                                                 | 880.1.39                  |       |
| Groupe de musiciens                                                            | huile sur panneau         | style d’A.B.                                                       | 39 × 26                              |                 | Rijksmuseum, Amsterdam                                                             | SK-A-3015                 |       |
| L’Homme à la chemise blanche                                                   | huile sur panneau         |                                                                    | 33,2 × 44,3                          |                 | Musée des beaux-arts, Valenciennes                                                 | P.Y.54 ; MI 1245          |       |
| Homme préparant des crêpes                                                     | huile sur panneau         |                                                                    | 34 × 28,4                            | 1625 (ca.)      | Philadelphia Museum of Art, Philadelphia, Pennsylvanie                             | 681                       |       |
| Intérieur avec un groupe buvant et fumant                                      | huile sur panneau         |                                                                    | 61 × 49                              |                 | Frans Halsmuseum, Haarlem                                                          | 47                        |       |
| Intérieur d’une auberge avec un homme dormant sur une chaise et des cochons    | huile sur cuivre          |                                                                    | 31 × 24                              | 1630-1638       | Alte Pinakothek, Munich                                                            |                           |       |
| Intérieur d’une taverne                                                        | huile sur panneau         |                                                                    | 32 × 43 cm                           | 1630 (ca.)      | Dulwich Picture Gallery, Londres                                                   |                           |       |
| Le Mangeur de moules                                                           |                           |                                                                    |                                      |                 | Collection Bentinck-Thyssen, Luxembourg                                            |                           |       |
| Quatuor de paysans                                                             | huile sur panneau         |                                                                    | 43 × 57 cm                           | 1630-1640       | Alte Pinakothek, Munich                                                            |                           |       |
| Intérieur de tabagie                                                           | huile sur panneau         | d’après A.B.                                                       | 22 × 29                              | 1630-1632       | Musée du Louvre, Paris                                                             | 1070                      |       |
| Intérieur de tabagie                                                           | huile sur cuivre          | d'après A.B.                                                       | 22 x 17                              |                 | Musée Bertrand, Châteauroux                                                        |                           |       |
| Jeune femme somnolant : la Paresse (un des péchés capitaux)                    | huile sur panneau         | attribué à A.B.                                                    | 19 × 13 [15,5 × 12,5] (format ovale) |                 | Sotheby's, Amsterdam, le 14 novembre 1995 – Sotheby's, Londres, le 11 juillet 2002 |                           |       |
| Jeune Homme faisant une grimace                                                | huile sur panneau         | style d’A.B.                                                       |                                      | 1632-1635 (ca.) | National Gallery of Art, Washington                                                | 1994.46.1                 |       |
| Couple d'invités buvant du vin                                                 | huile sur panneau         |                                                                    | 39 × 52 cm                           | 1631-1638       | Alte Pinakothek, Munich                                                            |                           |       |
| Aubergiste                                                                     | huile sur panneau         |                                                                    | 31 × 24 cm                           | 1631-1638       | Alte Pinakothek, Munich                                                            |                           |       |
| Jeunes Enfants jouant                                                          | Huile sur panneau         | A.B. pour les personnages, et Josse van Craesbeeck pour le paysage | 35,7 × 48                            |                 | Coll. privée                                                                       |                           |       |
| Joueurs de cartes                                                              | huile sur panneau         |                                                                    | 25 × 39                              |                 | Koninklijk Museum voor Schone Kunsten, Anvers                                      | 642                       |       |
| Le Marchand de poisson                                                         | huile sur panneau         |                                                                    | 12 × 9                               |                 | musée des beaux-arts, Rennes                                                       | 794.1.101                 |       |
| De Meesterdronk                                                                | huile sur panneau         | style d’A.B.                                                       | 39,5 × 52,5                          |                 | Rijksmuseum, Amsterdam                                                             | SK-A-4041                 |       |
| L’Opération du dos                                                             | huile sur panneau         |                                                                    | 34 × 27                              | 1635-1636 (ca.) | Städelsches Kunstinstitut, Francfort                                               | 1050                      |       |
| L’Ouïe                                                                         | huile sur panneau         | monogramme                                                         | 24,2 × 17,4                          |                 | Christie's, Amsterdam, le 13 novembre 1995                                         |                           |       |
| Paysage de colline avec un gardien de moutons jouant de la flûte               | huile sur panneau (chêne) | attrib. Possible à A.B.                                            | 49 × 82                              |                 | Gemäldegalerie, Berlin                                                             | 853H                      |       |
| Paysage de dunes                                                               | huile sur panneau         |                                                                    | 26 × 36,5                            | 1633-1638       | Akademie der Bildenden Künste, Vienne                                              | 705                       |       |
| Scène dans une taverne                                                         | huile sur panneau         |                                                                    | 25 × 35 cm                           | 1634-1638       | Musée de l'Ermitage, Saint-Petersbourg                                             |                           |       |
| Paysage de dunes au clair de lune                                              | huile sur panneau (chêne) |                                                                    | 25 × 34                              | 1635-1637 (ca.) | Gemäldegalerie, Berlin                                                             |                           |       |
| Paysan à table se servant d’un couteau                                         | huile sur panneau         |                                                                    | 13,3 × 10,5 (format ovale)           |                 | Christie's, New York, le 5 octobre 1995                                            |                           |       |
| Paysan avec un oiseau                                                          |                           |                                                                    |                                      |                 | Metropolitan Museum of Art, New York                                               |                           |       |
| Paysan coiffé d’un bicorne et tenant une cruche                                | huile sur panneau (chêne) |                                                                    | 15 × 12                              |                 | Kunstmuseum, Bâle                                                                  | G 1958.13                 |       |
| Paysan endormi                                                                 | huile sur panneau (chêne) |                                                                    | 36,6 × 27,6                          | 1630-1638       | Wallace Collection, Londres                                                        | P211                      |       |
| Paysan lisant une lettre                                                       | huile sur panneau         | attribué à A.B.                                                    | 28 × 25,5 (avec cadre)               | 1628-1638       | Musée des Ursulines, Mâcon                                                         | D.A.20                    |       |
| Paysanne cherchant des puces à un chien                                        |                           |                                                                    |                                      | 1626 (ca.)      | Metropolitan Museum of Art, New York                                               |                           |       |
| Paysans fumant autour d’une table                                              | huile sur cuivre          | monogramme                                                         | 17,5 × 22,9                          | 1630-1638       | Muzeum Narodowe, Varsovie                                                          | 76 484                    |       |
| Paysans fumant et buvant                                                       | huile sur panneau         |                                                                    | 35 × 26                              | 1635 (ca.)      | Alte Pinakothek, Munich                                                            |                           |       |
| Paysans fumant et buvant dans une auberge                                      | huile sur panneau         |                                                                    | 33,5 × 54                            |                 | Christie's, New York, le 12 janvier 1996                                           |                           |       |
| Paysans jouant au trictrac                                                     | huile sur panneau         |                                                                    | 29 × 38                              | 1635 (ca.)      | Museum der Bildenden Künste, Leipzig                                               | 1556                      |       |
| Paysans jouant aux cartes dans une taverne                                     | huile sur panneau         |                                                                    | 33 × 43                              | 1630-1638       | Alte Pinakothek, Munich                                                            |                           |       |
| Paysans se battant dans une auberge                                            | huile sur panneau         |                                                                    | 30 × 25                              | 1630 (ca.)      | Alte Pinakothek, Munich                                                            |                           |       |
| Paysans se disputant                                                           | huile sur panneau         |                                                                    | 25,5 × 34                            | 1625-1626 (ca.) | Mauritshuis, La Haye (précédem. Rijksmuseum, Amsterdam)                            | 919 (SK-A-65)             |       |
| Paysans se querellant                                                          | huile sur panneau         |                                                                    | 33 × 49                              | 1631-1635       | Alte Pinakothek, Munich                                                            |                           |       |
| Paysans se saoûlant                                                            | huile sur panneau         |                                                                    | 19,5 × 26,5                          |                 | Rijksmuseum, Amsterdam                                                             | SK-A-64                   |       |
| Paysans se saoûlant dans une auberge                                           | huile sur panneau         |                                                                    | 33,3 × 49,2                          |                 | Musée des beaux-arts, Boston                                                       |                           |       |
| Personnages sur un chemin longeant une maison                                  | huile sur panneau         | (d’après A.B. ?)                                                   | 25,1 × 19                            |                 | Philadelphia Museum of Art, Philadelphie, Pennsylvanie                             | 685                       |       |
| Petit Intérieur flamand                                                        | huile sur panneau         |                                                                    | 22 × 20                              | 1628-1638       | Musée Goya-Jaurès, Castres                                                         | D 872.4.1                 |       |
| Portrait d’homme                                                               | huile sur panneau         | attribué à A.B.                                                    | 23 × 16                              |                 | Musée Crozatier, Le Puy-en-Velay                                                   | 826.54.2                  |       |
| Quatre Paysans dans une cave                                                   | huile sur panneau         |                                                                    | 27,7 × 22                            | 1630 (ca.)      | National Gallery, Londres                                                          | NG2569                    |       |
| Repas de paysans                                                               | huile sur panneau         |                                                                    | 53,5 × 35                            | 1628 (ca.)      | Kunsthaus, Zurich                                                                  |                           |       |
| La Rixe                                                                        | huile sur panneau         |                                                                    | 22.5 × 30.6                          | 1630-1638       | Alte Pinakothek, Munich                                                            |                           |       |
| Rixe dans une taverne                                                          | huile sur panneau         |                                                                    | 22 × 17                              | 1628-1638       | Musée des beaux-arts, Lyon                                                         | B 373                     |       |
| Rixe de paysans jouant aux cartes                                              | huile sur panneau         |                                                                    | 26,5 × 34,5                          | 1630-1638       | Gemäldegalerie, Dresde                                                             |                           |       |
| Rixe de paysans jouant aux dés                                                 | huile sur panneau         |                                                                    | 22,5 × 17                            | 1630-1638       | Gemäldegalerie, Dresde                                                             |                           |       |
| Scène d’auberge avec des paysans se saoûlant, vomissant et ivres               | huile sur panneau         |                                                                    | 34,8 × 26                            | 1624-1625 (ca.) | Musée Boymans-van Beuningen, Rotterdam                                             | 1102                      |       |
| Scène dans une taverne                                                         | huile sur panneau         | attribué à A.B.                                                    | 26,5 × 37,5                          |                 | Galerie des Offices, Florence                                                      | 1282                      |       |
| Scène de taverne                                                               | huile sur panneau         | signé                                                              | 48 × 76                              | 1635 (ca.)      | National Gallery, Londres                                                          | NG6591                    |       |
| Scène villageoise avec des hommes buvant                                       | huile sur panneau         |                                                                    | 63 × 95,9                            | 1631-1635 (ca.) | Musée Thyssen-Bornemisza, Madrid                                                   |                           |       |
| Taverne de paysans                                                             | huile sur panneau         |                                                                    | 27 × 35                              |                 | Musée Bredius, La Haye                                                             |                           |       |
| Tenancière d’auberge chantant                                                  |                           |                                                                    |                                      |                 | Musée de l'Ermitage, Saint-Pétersbourg                                             |                           |       |
| Tête d’homme                                                                   | huile sur panneau         | attribué à A.B.                                                    | 10 × 8,4                             |                 | Musée Grobet-Labadié, Marseille                                                    | 106                       |       |
| Tête d’homme au chapeau pointu (Portrait de Jan Dood)                          | huile sur panneau         |                                                                    | 19,5 × 12                            | 1630-1638 (ca.) | Musée Boymans-van Beuningen, Rotterdam                                             | 2485                      |       |
| Le Toucher                                                                     | huile sur panneau (chêne) | monogramme                                                         | 24 × 20                              | 1635 (ca.)      | Residenzgalerie, Salzbourg                                                         | 532                       |       |
| Un buveur                                                                      | huile sur panneau         | attribué à A.B.                                                    | 14 × 11                              | 1628-1638       | Musée des beaux-arts, Bordeaux                                                     | Bx E 1069 339 ; Bx M 6837 |       |
| Un gros homme                                                                  | huile sur panneau         |                                                                    | 24 × 16                              |                 | Mauritshuis, La Haye                                                               | 607                       |       |
| Un joyeux buveur                                                               | huile sur panneau         | attribué à A.B.                                                    | 25 × 19,5                            |                 | Musée des beaux-arts, Nantes                                                       | 381                       |       |
| Une ferme et ses dépendances                                                   | huile sur panneau         | attribué à A.B.                                                    | 35 × 45                              |                 | Musée Boymans-van Beuningen, Rotterdam                                             | 2487                      |       |
| Vieil Homme dans une taverne.                                                  | huile                     |                                                                    | 34,9 × 28                            |                 | Koninklijk Museum voor Schone Kunsten, Anvers                                      |                           |       |
| Le Buveur fumant                                                               | huile sur panneau (chêne) |                                                                    | 26,3 × 22,5                          |                 | Suermondt-Ludwig-Museum, Aix-la-Chapelle                                           | GK 68                     |       |

### Filmographie
- 1977 : Rubens, schilder en diplomaat (fiction : feuilleton TV), réalisé par Roland Verhavert.
- 1986 : Adriaen Brouwer (fiction : feuilleton TV), réalisé par Peter Simons.